# Merismomorpha fulvicoxa
Merismomorpha fulvicoxa är en stekelart som beskrevs av Girault 1913. Merismomorpha fulvicoxa ingår i släktet Merismomorpha och familjen puppglanssteklar. Inga underarter finns listade i Catalogue of Life.